# Рыбалка, Алексей Васильевич
Алексей Васильевич Рыбалка (1921—1943) — участник Великой Отечественной войны, командир батальона 1033-го стрелкового полка 280-й стрелковой дивизии 60-й армии Центрального фронта, капитан. Герой Советского Союза.

## Биография
Родился 30 марта 1921 года в селе Верхне-Зундово Донской области РСФСР (ныне хутор Верхнезундов Орловского района Ростовской области) в семье крестьянина. Русский.
Окончил среднюю школу.
В 1939 году призван в ряды Красной Армии. В боях Великой Отечественной войны — с июня 1941 года. В 1942 году окончил курсы «Выстрел». Член ВКП(б) — с 1942 года. Воевал на Южном, Брянском и Центральном фронтах.
22 июня 1941 года, командуя стрелковой ротой, А. В. Рыбалка мужественно отражал удары гитлеровцев, потом вывел роту из-под огня и от границы с Румынией привёл её в безопасную зону. Три месяца бойцы роты сдерживали напор наступающего противника. Рыбалка получил тяжёлое ранение, попал в госпиталь и только через многие месяцы вернулся в строй уже на Брянский фронт командиром стрелковой роты.
В 1943 году Алексей Рыбалка командовал 3-м стрелковым батальоном на Курской дуге. Затем прошёл с боями до самой Украины. Батальон капитана А. В. Рыбалки пришёл к реке Днепр на рассвете 25 сентября 1943 года и стал готовиться к форсированию реки юго-западнее села Окуниново Козелецкого района Черниговской области. В предрассветном тумане следующего дня группа добровольцев батальона в количестве 25 человек с капитаном Рыбалкой на собранных плавучих средствах форсировала Днепр. Во время переправы плавсредство было обстреляно немецкой артиллерией, в результате чего в живых осталось лишь пятеро человек. В результате краткого боестолкновения группа захватила небольшую кромку правобережной земли на берегу, однако в живых остались только капитан А. В. Рыбалка и младший сержант А. Д. Юдин, которые своими силами в течение целого часа оборонялись от превосходящих сил противника.
Когда к окопавшимся прибыла вторая группа, комбат повёл на штурм первой линии вражеских траншей.
Продвигаясь далее на юго-запад, батальон капитана Рыбалки получил боевую задачу: форсировать реку Тетерев и атаковать опорный пункт гитлеровцев — село Пилява. Ночью вместе с батальоном Рыбалка переправился вброд через реку и штурмом овладел селом. 13 октября 1943 года противник попытался вернуть укреплённый пункт, но был отбит. Во время отражения контратаки гитлеровцев капитан А. В. Рыбалка был смертельно ранен.
Похоронен в братской могиле в городе Остёр Козелецкого района Черниговской области (Украина). По другим данным — похоронен в селе Ротичи Чернобыльского района.

## Награды
- Указом Президиума Верховного Совета СССР от 17 октября 1943 года за мужество и героизм, проявленные при форсировании Днепра и удержании плацдарма на его правом берегу, капитану Рыбалке Алексею Васильевичу присвоено звание Героя Советского Союза (посмертно).
- Награждён орденами Ленина (1943), Красного Знамени (1941) и Красной Звезды.

## Память
- Имя Героя носит улица в городе Остёр.